# 圣雅各磨坊

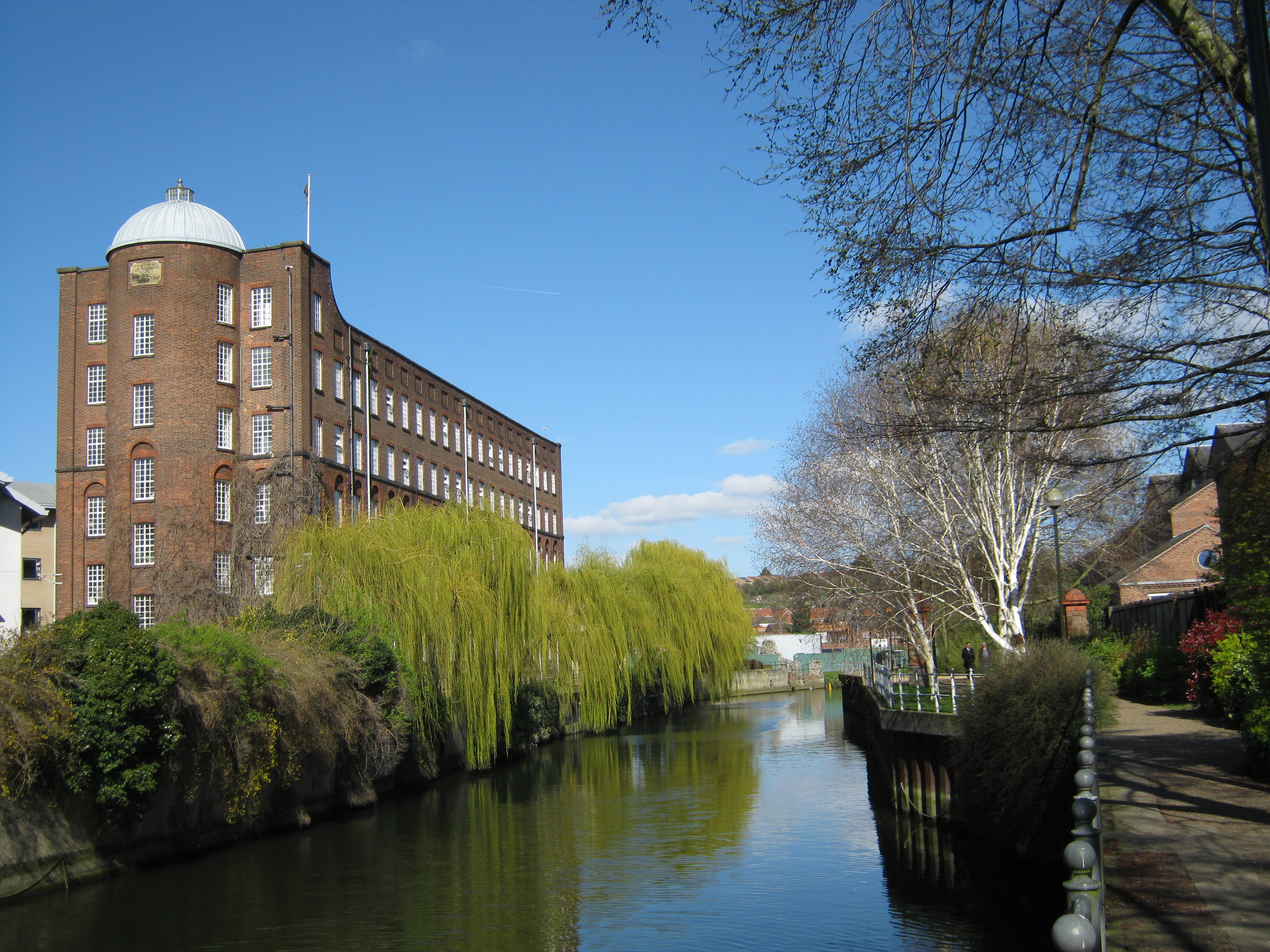
圣雅各磨坊

圣雅各磨坊（St James Mill）是一座英国工业革命磨坊，位于诺里奇。
圣雅各磨坊建于1836年至1839年，是诺里奇纱线公司（由塞缪尔·比格诺德创立于1833年）为防止当地纺织品贸易崩溃而作出尝试的一部分。建筑师约翰·布朗。13世纪，此处为白衣修士（加尔默罗会）修道院，原来的拱门幸存下来。
1902年，当地纺织品贸易进一步衰落，圣雅各磨坊出售，改为印刷厂。该建筑随后被租给巧克力制造商，1920年出售给政府，成为退伍军人培训工厂。
今天它是一个私人办公大楼。约翰·贾罗德印刷博物馆位于圣雅各磨坊后面，大多数星期三开放。
圣雅各磨坊是诺里奇12的12座建筑之一。